# Carboon
| Mesozoïcum                                  | Trias      | jonger |
| Mesozoïcum                                  | Trias      | 251,0  |
| Paleozoïcum                                 | Perm       |        |
| Paleozoïcum                                 | Perm       | 299,0  |
| Paleozoïcum                                 | Carboon    |        |
| Paleozoïcum                                 | 359,2      |        |
| Paleozoïcum                                 | Devoon     |        |
| Paleozoïcum                                 | 416,0      |        |
| Paleozoïcum                                 | Siluur     |        |
| Paleozoïcum                                 | 443,7      |        |
| Paleozoïcum                                 | Ordovicium |        |
| Paleozoïcum                                 | 488,3      |        |
| Paleozoïcum                                 | Cambrium   |        |
| Paleozoïcum                                 | 542,0      |        |
| Neoproterozoïcum                            | Ediacarium |        |
| Neoproterozoïcum                            | Ediacarium | ouder  |
| Indeling van het Paleozoïcum volgens de ICS |            |        |

Het Carboon is een periode in de geologische tijdschaal (en een systeem in de stratigrafie) die duurde van 358,9 ± 0,4 tot 298,9 ± 0,2 miljoen jaar geleden (Ma). Het Carboon is onderdeel van het Paleozoïcum. Het volgt op het Devoon en wordt gevolgd door het Perm.
Tijdens het Carboon kwam een einde aan de vorming van het supercontinent Pangea, het naar elkaar toe bewegen van de continenten was overigens al veel eerder begonnen. Het zeeniveau was relatief hoog en grote delen van het tegenwoordige Europa waren bedekt met moerassen. In deze moerassen werden afgestorven plantenresten opgeslagen die een groot deel van de tegenwoordige steenkoolvoorraden op Aarde vormen. Er verschenen veel nieuwe soorten insecten en amfibieën en ook de eerste reptielen en zaadplanten.

## Naamgeving en onderverdeling
| Systeem                                                              | Subsysteem (NW-Europa) | Etage (NW-Europa) | Serie (ICS)   | Etage (ICS) | Ouderdom (Ma) |
| -------------------------------------------------------------------- | ---------------------- | ----------------- | ------------- | ----------- | ------------- |
| Perm                                                                 | Rotliegend             | Autunien          | Cisuralien    | Asselien    | jonger        |
| Carboon                                                              | Silesien               | Stephanien        | Pennsylvanien | Gzhelien    | 298,9–303,7   |
| Carboon                                                              | Silesien               | Westfalien        | Pennsylvanien | Kasimovien  | 303,7–307,0   |
| Carboon                                                              | Silesien               | Westfalien        | Pennsylvanien | Moscovien   | 307,0–315,2   |
| Carboon                                                              | Silesien               | Westfalien        | Pennsylvanien | Bashkirien  | 315,2–323,2   |
| Carboon                                                              | Silesien               | Namurien          | Pennsylvanien | Bashkirien  | 315,2–323,2   |
| Carboon                                                              | Silesien               | Mississippien     | Serpukhovien  | 323,2–330,9 |               |
| Carboon                                                              | Dinantien              | Mississippien     | Viséen        | Viséen      | 330,9–346,7   |
| Carboon                                                              | Dinantien              | Mississippien     | Tournaisien   | Tournaisien | 346,7–358,9   |
| Devoon                                                               | Boven                  | Famennien         | Boven         | Famennien   | ouder         |
| Indeling van het Carboon gebruikt in Noord-Europa en volgens de ICS. |                        |                   |               |             |               |

De naam voor het Carboon is afgeleid van carbon (=steenkool) vanwege het uitgebreid voorkomen van steenkool in West-Europa. Dit steenkool is het fossiele residu van vele miljoenen samengeperste resten van planten en bomen, lagen van wel tientallen meters dikte. Het systeem Carboon werd in 1822 gedefinieerd door de Engelse geologen William Conybeare (1787-1857) en William Phillips (1775-1828). De Engelse naam Carboniferous betekent letterlijk "steenkool-houdend".
In Europa wordt het Carboon verdeeld in twee series: Dinantien (Vroeg/Onder; genoemd naar de Belgische stad Dinant) en Silesien (Laat/Boven; genoemd naar Silezië). In Rusland wordt het Carboon in drie series (Onder, Midden en Boven) verdeeld. In tegenstelling tot Europa of Rusland werd in de Verenigde Staten het Carboon vroeger beschouwd als twee systemen: Mississippien en Pennsylvanien. Dit komt doordat er in Noord-Amerika een grote discordantie tussen de twee ligt, die veroorzaakt werd door de Alleghenische orogenese. In Europa is deze discordantie afwezig. Inmiddels heeft de ICS de indeling in Mississippien en Pennsylvanien overgenomen in de officiële geologische tijdschaal, daarbij hebben deze twee tijdperken de status van tijdvak gekregen. Voor de Europese stratigrafie wordt normaal gesproken de Europese indeling gebruikt.

## Paleogeografie
In het Devoon lag in het noorden het paleocontinent Euramerika (ook wel Old Red Sandstone-continent genoemd) en in het zuiden het grotere continent Gondwana. Deze twee continenten waren in het Carboon bezig met elkaar te collideren (botsten) tijdens een fase van gebergtevorming die in Europa de Hercynische en in Noord-Amerika de Alleghenische orogenese wordt genoemd. Gondwana kwam daarbij tegen het westelijke gedeelte van de zuidrand van Euramerika aan te liggen en de Rheïsche Oceaan, die zich in het Vroeg-Paleozoïcum tussen de twee continenten in bevond, verdween. In het oosten (het tegenwoordige Europa) was de situatie ingewikkelder omdat zich tussen Gondwana en Euramerika een aantal kleinere terreinen bevond. Deze microcontinenten (de Hun-terreinen) werden als het ware tussen Euramerika en Gondwana in samengedrukt. Het Rheno-Hercynisch Bekken, dat ten zuiden van Euramerika lag en een overblijfsel was van de Rheïsche Oceaan, sloot zich hierbij langzaam. Sporen van deze gebergtevorming zijn tegenwoordig nog te vinden in de Appalachen en de middelgebergtes van Centraal-Europa.
Ten zuiden van de Hun-terreinen en ten noordoosten van Gondwana lag de Paleo-Tethysoceaan, deze werd in het oosten begrensd door de twee kleinere continenten Noord- en Zuid-China. Hier weer ten noorden van lag het continent Siberia, dat zich in de loop van het Carboon vanuit het oosten bij Euramerika zou voegen tijdens de Oeral-orogenese.
Al deze samenvoegingen van continenten hadden tot gevolg dat het grootste gedeelte van de continentale massa tijdens het Carboon bij elkaar kwam te liggen. Dit noemt men het supercontinent Pangea.

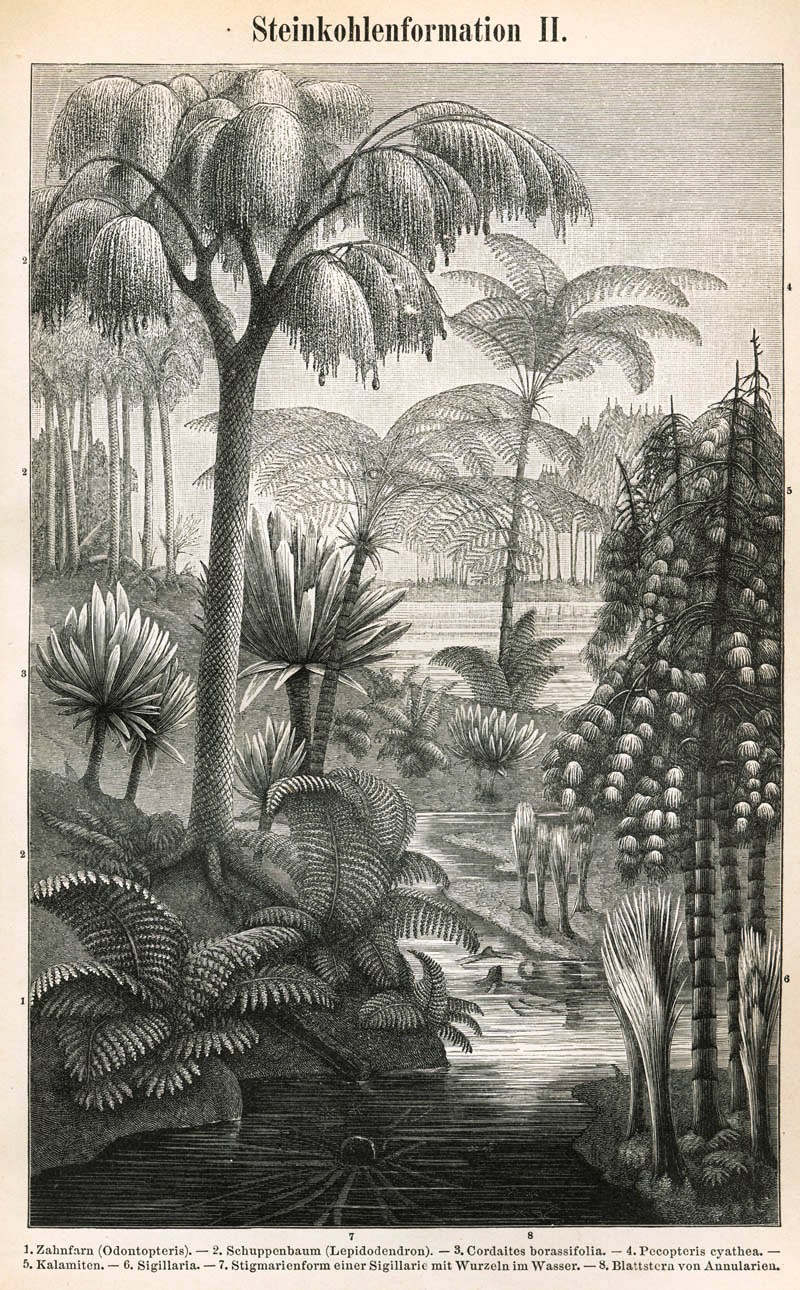
Een voorstelling van de steenkoolmoerassen uit het Carboon in Meyers Konversations-Lexikon (1885-1890).

## Paleoklimaat en zeespiegel
Een wereldwijde eustatische daling van het zeeniveau aan het einde van het Devoon werd weer tenietgedaan door een transgressie aan het begin van het Carboon. Overal lagen epicontinentale zeeën waar carbonaat-gesteenten werden afgezet of moerassen waar veen werd gevormd.
Rond de evenaar (waar het tegenwoordige Noordwest-Europa zich bevond) groeiden uitgestrekte tropische kool-moerassen. Tegelijkertijd ontstonden er op het zuidelijk halfrond (op Gondwana) echter ijskappen. De Aarde kwam daarmee in een ijstijd, die de Laat-Paleozoïsche ijstijd wordt genoemd en die tot in het Perm voortduurde. De algemeen aanvaarde hypothese is dat deze twee gebeurtenissen verband hielden. Door de enorme hoeveelheid planten vond veel fotosynthese plaats, waarbij kooldioxide aan de atmosfeer wordt onttrokken en zuurstof aan de atmosfeer wordt toegevoegd. Omdat kooldioxide een belangrijk broeikasgas is, moet de gemiddelde temperatuur zijn gedaald waardoor de ijskap op de Zuidpool kon groeien. Tegelijkertijd moet het klimaat rond de evenaar warm zijn gebleven. Het Carboon was dus een tijdperk waarin grote klimaatverschillen bestonden, vergelijkbaar met de huidige situatie.

## Gesteenten uit het Carboon

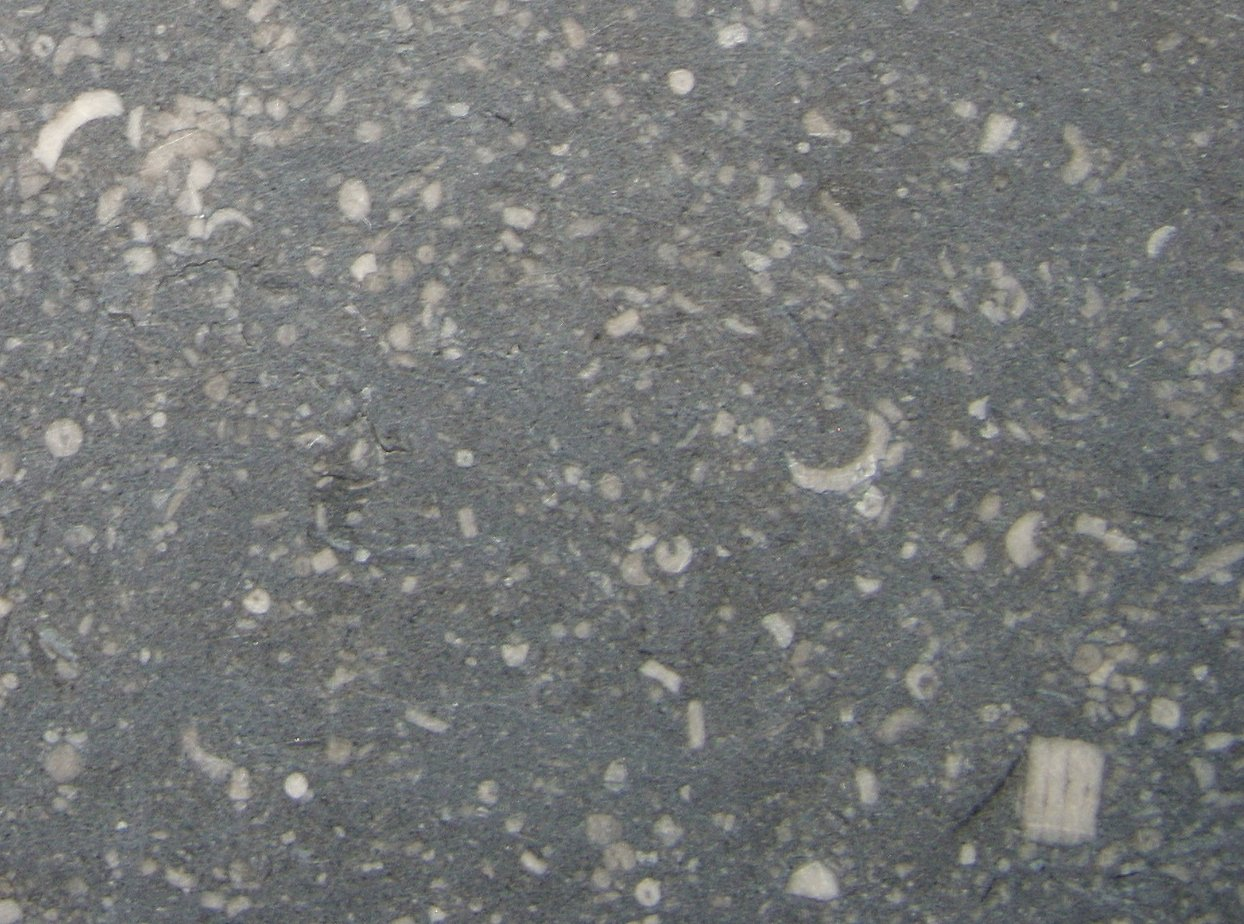
Blauwe hardsteen uit het Carboon van België

Het Carboon in Nederland, België, Groot-Brittannië, Duitsland en Centraal-Europa werd gevormd in een gebied dat zich destijds rond de evenaar bevond, gekenmerkt door warme zeeën, mangrovevegetaties en rivierdelta's. Door de hoge concentratie CO2 in de atmosfeer was er op het land uitgestrekte plantengroei mogelijk. In moerassen ontstond eerst veen, waaruit later steenkool ontstond. In het totale systeem Carboon is steenkool echter maar een klein deel. Grote delen van de Carboon-bekkens werden gevuld met afzettingen van rivierdelta's (vooral zandsteen en conglomeraat) of kalksteen uit ondiepe zeeën.
Het Belgische Dinantien bestaat bijvoorbeeld grotendeels uit kalksteen (soms rijk aan fossielen als crinoïden) en zandsteen. Het Silesien bestaat ook uit kalksteen, waaronder de anoxische arduin. Sommige lagen bevatten fossielen van onder andere Bryozoa, brachiopoden, koralen en stromatolieten. Steenkoollagen komen vooral voor in het Namurien en Westfalien.
De steenkoollagen uit het Boven-Carboon liggen zowel in Europa als Noord-Amerika in zogenaamde cyclothemen, cyclische afwisselingen in sedimenten, die ontstonden door schommelingen van het zeeniveau. Een cyclotheem begint bij lagen die afgezet zijn tijdens een lage zeespiegel: continentale sedimenten waaronder ook steenkool. Daaroverheen liggen tijdens een transgressie gevormde steeds dieper mariene afzettingen, tot de hoogste stand van het water bereikt wordt en de facies van het gesteente weer ondieper wordt. Bovenaan liggen ten slotte weer landafzettingen; daar begint de volgende cyclotheem. Vanwege de grote regelmatigheid vermoedt men dat de schommeling van het zeeniveau veroorzaakt werd door het cyclisch aangroeien en afsmelten van de gletsjers op de zuidpool (die destijds op Gondwana lag). Deze cyclische klimaatsveranderingen zijn waarschijnlijk gevolg van de Milanković-cycli, veranderingen in de baan en stand van de as van de Aarde. De situatie in het Carboon was daarmee te vergelijken met de ijstijden van het Kwartair. Het verschil was dat in het Carboon het zeeniveau gemiddeld hoger lag, ruim boven het continentaal plat, zodat een kleine zeespiegelverandering een grote verschuiving van de kustlijn tot gevolg had. In het Kwartair daalt de zeespiegel in de koudere periodes (glacialen) tot onder het continentaal plat, langs de continentale helling. De continentale helling is een stuk steiler en zodoende verschuift de kustlijn niet zo ver. Daarom zijn in het Kwartair geen cyclothemen gevormd.
Het oudste gesteente dat in Nederland aan de oppervlakte komt is onderdeel van de Formatie van Epen, die alleen is ontsloten in het Geuldal ten zuiden van het Zuid-Limburgse Epen. Eli Heimans vestigde in 1911 de aandacht op de bijzondere geologie van dit gebied in zijn boekje Uit ons Krijtland.

## Leven
In het Carboon waren de tropen bedekt met wouden, moerassen en ondiepe, warme zeeën. Belangrijke ontwikkelingen waren het verschijnen van de eerste reptielen en de ontwikkeling van de insecten tot reusachtige vormen. In het water kwamen de crinoïden op en onder de planten verschenen de eerste zaadplanten. In zowel het Midden-Carboon als het Laat-Carboon vond een belangrijke extinctie plaats, die echter geen van beide zo ingrijpend waren als de Laat-Devonische massa-extinctie aan het einde van het Devoon.

### Planten

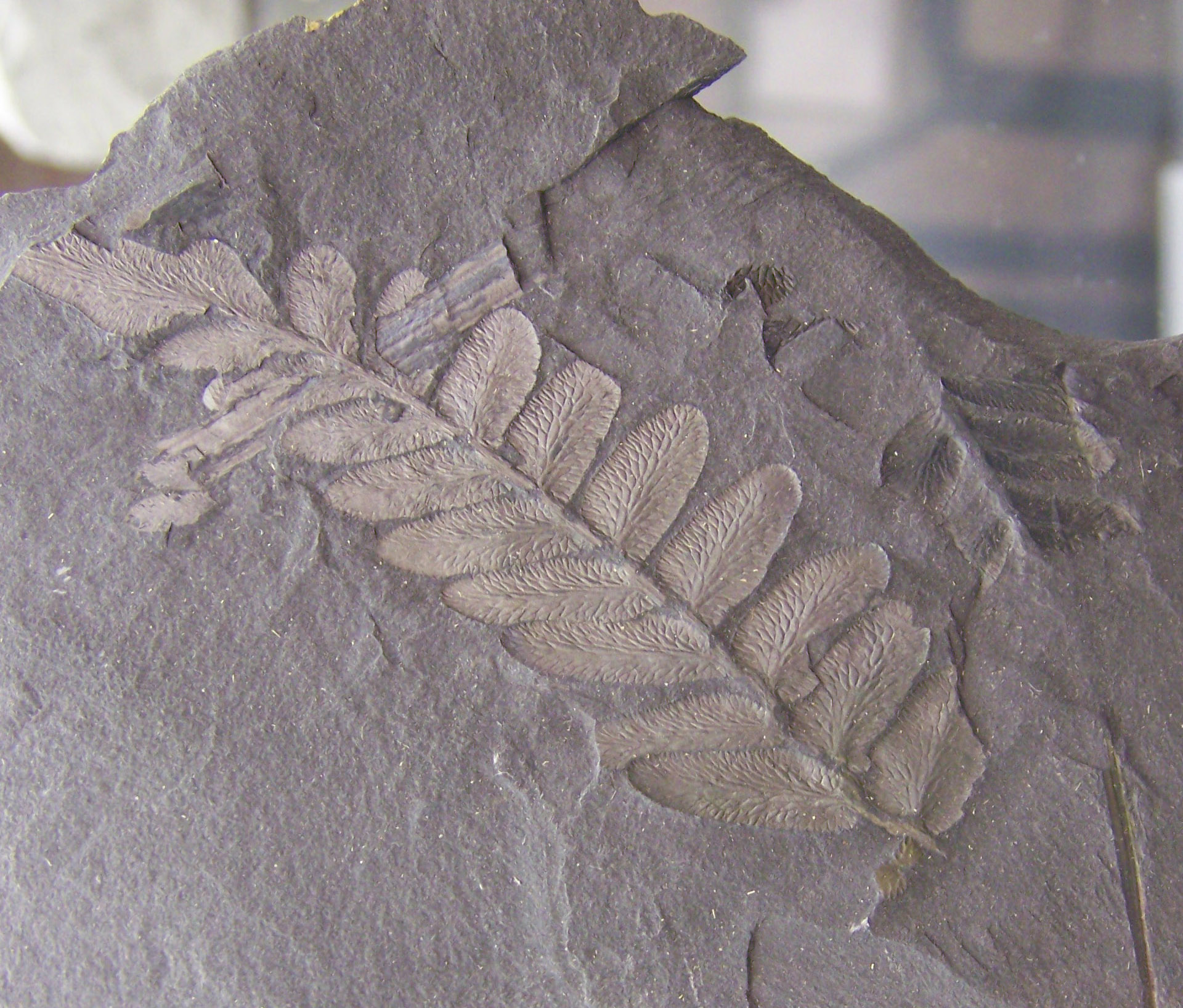
Fossiel van de zaadvaren Reticulopteris muensteri, Boven-Carboon.

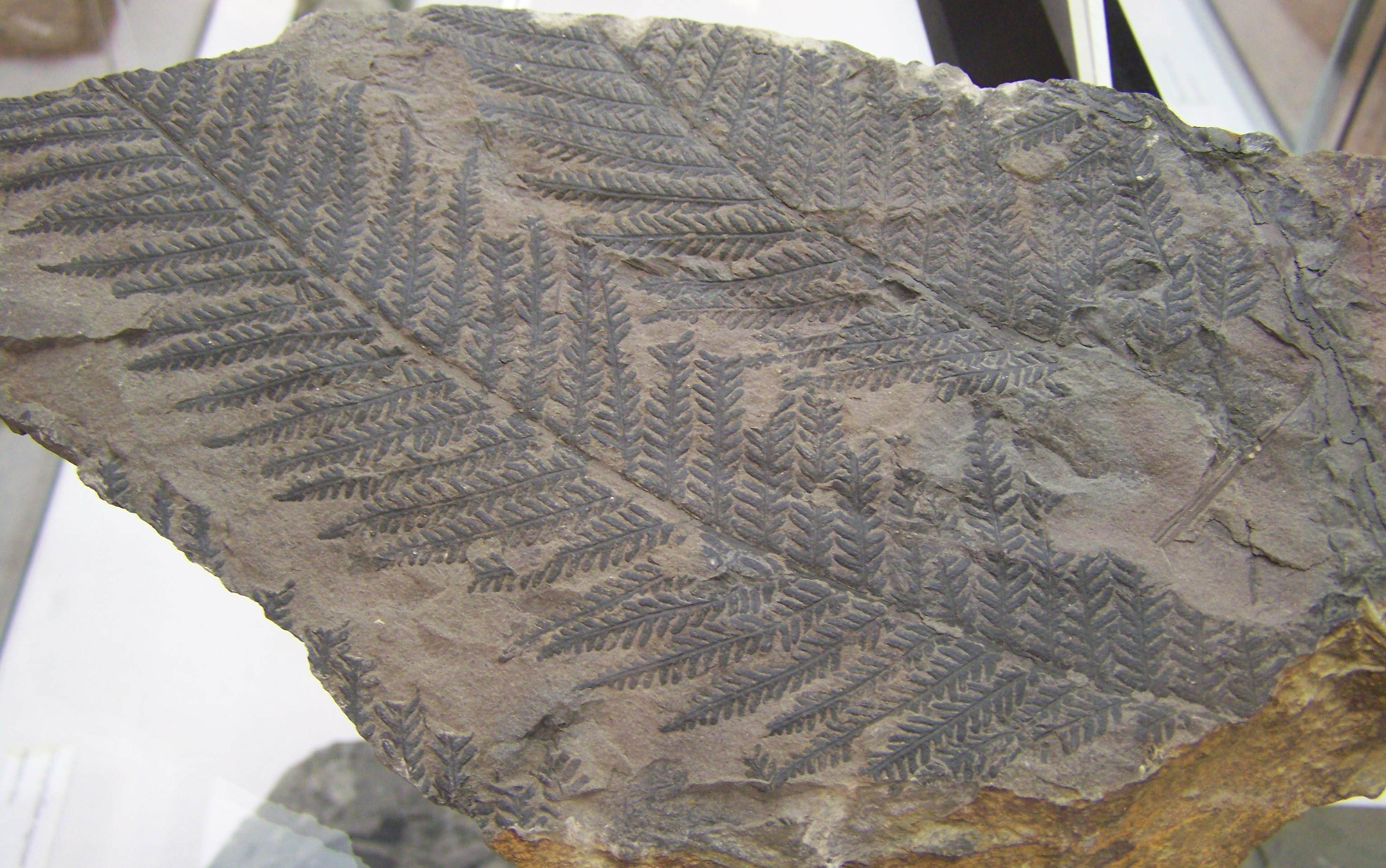
Fossiele bladeren van de varen Senftenbergia plumosa, Boven-Carboon.

De flora van het Carboon ontwikkelde zich uit die van het Devoon, en de flora van het Vroeg-Carboon had dan ook veel overeenkomsten met die van het Laat-Devoon. De naam Carboon komt van de steenkoolmoerassen die de tropische zone van Pangea (waaronder Noord- en Midden-Europa) bedekten. Het klimaat was vergelijkbaar met een huidig regenwoudklimaat - nat, warm en veel regen. Gecombineerd met het hoge zeeniveau leidde dit ertoe dat het supercontinent van kust tot kust met wouden en moerassen bedekt was, afgewisseld met enorme mangroves, doorsneden door riviertjes. Als men bedenkt dat meerdere kubieke meters veen nodig zijn om één kubieke meter steenkool te vormen kan men een inschatting maken van de enorme omvang van de steenkoolmoerassen van het Boven-Carboon.
Belangrijke groepen planten uit het Vroeg-Carboon waren de Equisetales, Sphenophyllales, Lycopodiales, Lepidodendrales, Filicales (varens), Medullosales (soms tot de zaadvarens gerekend) en Cordaitales. Tijdens het Laat-Carboon verschenen andere groepen, waaronder de Cycadophyta (palmvarens), Callistophytales (een groep zaadvarens) en Voltziales (een groep coniferen). De belangrijkste planten-geslachten in de steenkoolmoerassen waren Lepidodendron en Sigillaria, planten die grote hoogtes (tot 40 m) en stamdoorsnedes van meer dan een meter bereiken konden. Beide worden tot de Lycophyta gerekend. Drogere gebieden waren vooral bedekt met varens. Onder de paardenstaarten en Calamites waren in het Carboon echter ook soorten die meer dan 20 m hoog konden worden. Over het algemeen zijn alleen stukken gefossiliseerde schors, bladeren en takjes bewaard gebleven.
Ook onder de in het Devoon verschenen zaadvarens (pteridospermatophyta) kwamen soorten voor (zoals Glossopteris op Gondwana) die de afmetingen van hedendaagse bomen konden bereiken. In fossielen van deze planten worden jaarringen gevonden. Men neemt aan dat het verschil in seizoenen veroorzaakt werd door de invloed van de nabijgelegen ijskap rond de Zuidpool.
In het Laat-Carboon verschenen de eerste vertegenwoordigers van de zaadplanten (Gymnosperma), voorbeelden van Carbone zaadplanten zijn soorten Cordaïtes of het tot de coniferen (Voltzaïtes) gerekende geslacht Walchia.

### Marienefauna

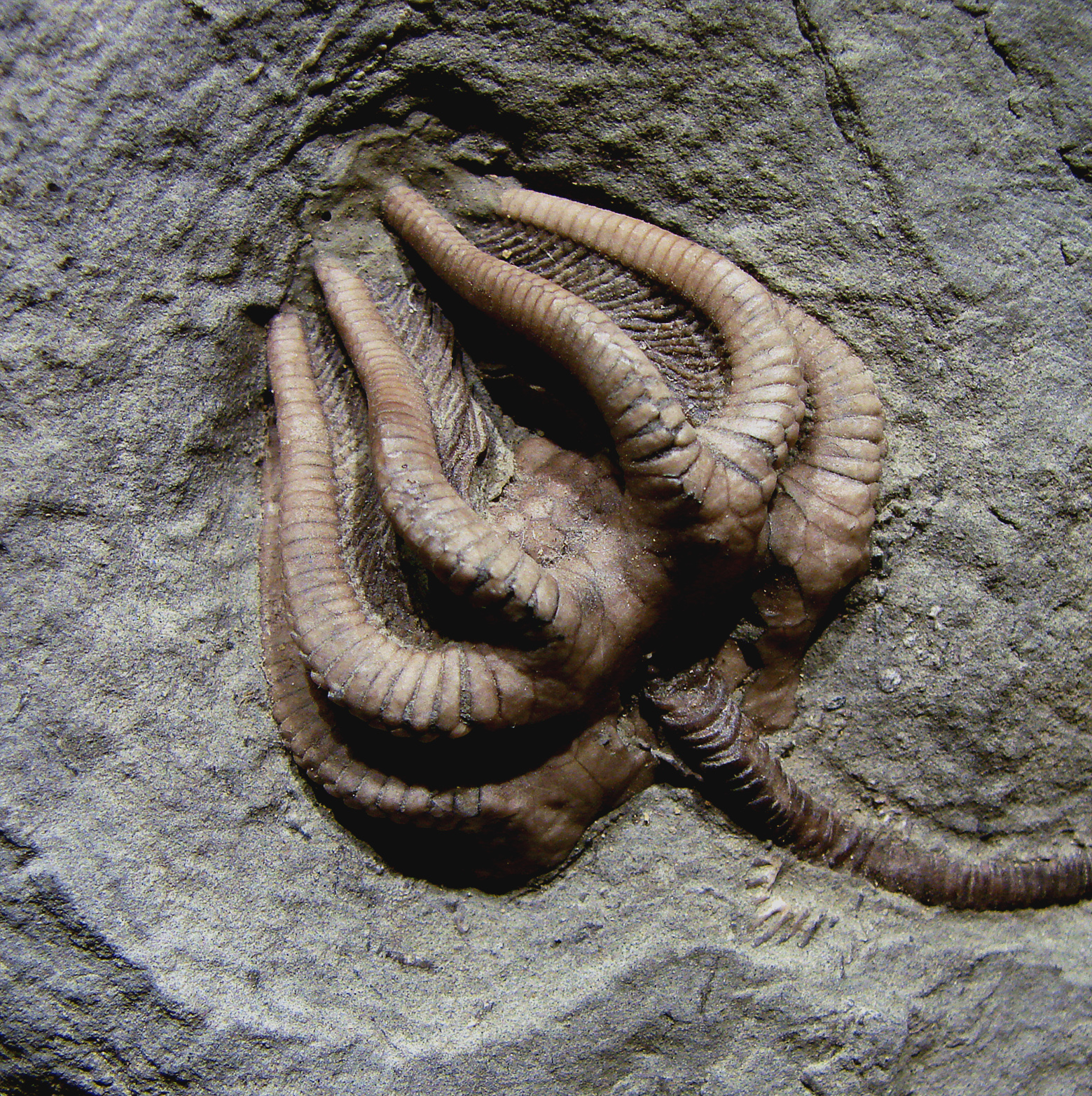
Agarocrinus Americanus, een crinoïde (zeelelie) uit het Mississippien van Indiana (V.S.).

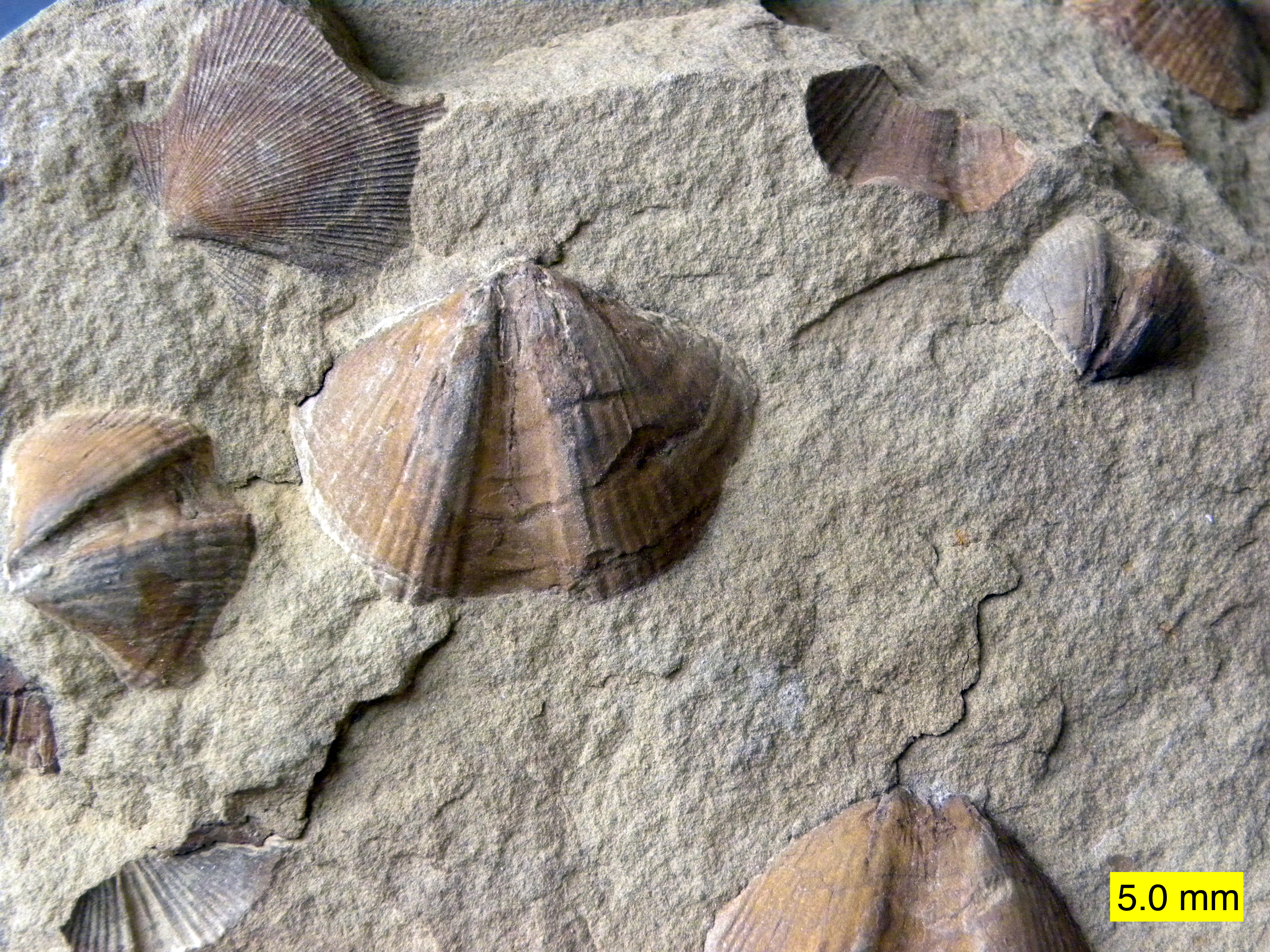
Aviculopecten, Syringothyris.

De Laat-Devonische massa-extinctie had een aantal veranderingen in het water teweeggebracht. Beter uitgeruste soorten konden door adaptieve radiatie veel ecologische niches vullen die na het uitsterven van oude soorten waren vrijgekomen. Onder de koralen werden bijvoorbeeld de Tabulata en stromatoporen teruggedrongen terwijl nieuwe soorten koraal, sponzen en bryozoa zich konden ontwikkelen. Een belangrijke invloed was de stijging van de concentratie magnesium in het zeewater, waardoor het mineraal calciet relatief instabiel werd. Veel rifbouwers uit het Devoon maakten hun skeletjes van calciet, wat in magnesiumrijk water moeilijker is. Pas na de ontwikkeling van organismen die hun skeletjes uit aragoniet opbouwden in het Midden-Carboon kwamen er weer op grotere schaal riffen voor.
Andere groepen die zich sterk diversificeerden waren stekelhuidigen (vooral crinoïden) en brachiopoden. De ammonieten kwamen de Devonische extinctie ook snel te boven en bleven ook in het Carboon een belangrijke ecologische rol spelen. Trilobieten waren na de Devonische extinctie relatief zeldzaam geworden en zouden nooit meer zo divers worden als ervoor. Onder de grotere mariene roofdieren maakten de gepantserde logge placodermen uit het Devoon plaats voor kraakbeenvissen (zoals haaien, bijvoorbeeld Stethacanthus) en straalvinnigen, die sneller waren en daardoor evolutionair voordeel hadden.
Een belangrijke ontwikkeling in de zee tijdens het Carboon was de verbreiding van foraminifera, eencelligen die in dit tijdperk voor het eerst een dominante rol in de zee gaan spelen. Belangrijke geslachten forams in het Carboon waren Fusulina (wereldwijd), Valvulina, Endothyra, Archaediscus en Saccammina (veelvoorkomend in België en Engeland). Hoewel men bij foraminifera meestal aan microscopisch kleine organismen denkt, konden sommige soorten Fusulina in het Carboon tot 10 cm lang worden.

### Terrestrischefauna
In het Carboon komen voor het eerst ook in zoet water op grote schaal mollusken als bivalven (zoals Anthracomya, Naiadiles en Carbonicola) en kreeftachtigen voor. De zeeschorpioen Megarachne kon een lengte van 34 cm bereiken.
Insecten gedijden in het warme, natte klimaat goed en sommige soorten bereikten enorme groottes. Belangrijk voor deze ontwikkeling was ook het hoge gehalte aan zuurstof in de atmosfeer (36% hoger dan tegenwoordig), waardoor insecten veel groter konden worden dan ze tegenwoordig zijn. De op de moderne libellen gelijkende Meganeura had een spanwijdte tot 71 cm. Het is mogelijk dat ze ook op kleine gewervelden joeg. In het Laat-Carboon begonnen de vleugels moderner te worden en in het Perm zouden de eerste echte libellen verschijnen. Andere groepen insecten waren Syntonopterodea (verwant aan tegenwoordige haften), Palaeodictyopteroidea, Protodonata, Protorthoptera en basale Dictyoptera (de voorouders van de tegenwoordige kakkerlakken en termieten). In het Laat-Carboon verschenen de eerste duizendpotigen (zoals Arthropleura) en de spinachtigen. Ook zijn in het Carboon van Nova Scotia fossiele landslakken gevonden als Archaeozonites of Dendropupa.

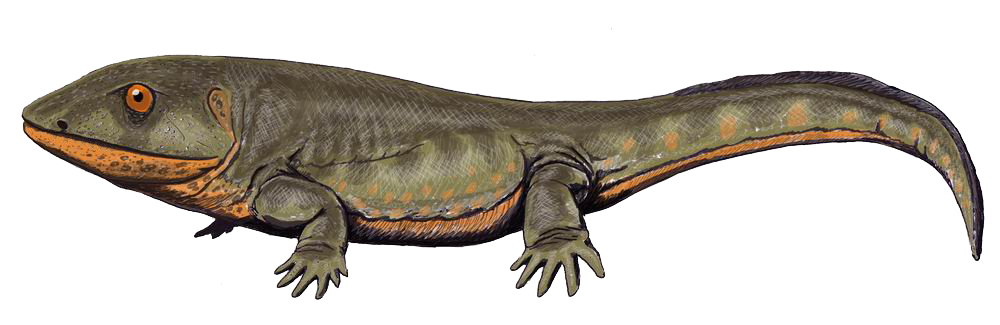
Pederpes finneyae, een amfibie uit het Vroeg-Carboon.

De enige gewervelden op het land waren in het Vroeg-Carboon amfibieën. Deze hoefden nog niet te concurreren met zoogdieren of reptielen en waren daarom diverser en groter dan tegenwoordig. Een aantal belangrijke groepen behoorden tot de superorde Labyrinthodontia. Ze hadden een lang lichaam (tot 2 m), een beplate kop en onderontwikkelde poten. De Lepospondyli waren kleinere (ongeveer 15 cm) amfibieën. Sommige amfibieën uit het Carboon leefden in het water (rivieren, meren; voorbeelden zijn Loxomma, Eogyrinus en Proterogyrinus), andere leefden half op het land (zoals Ophiderpeton en Amphibamus) en anderen leefden voornamelijk op het land (zoals Dendrerpeton, Hyloplesion, Tuditanus en Anthracosaurus).
In het Laat-Carboon verschenen de eerste Amniota (reptielen), dieren die hun eieren op het land konden leggen en daarom niet meer altijd in de buurt van open water hoefden te leven, zoals amfibieën. De oudst bekende sauropsiden (voorouders van de dinosauriërs en vogels, zoals Hylonomus of Petrolacosaurus) en synapsiden (voorouders van de zoogdieren, zoals Archaeothyris) leefden in het Midden-Carboon. Reptielen werden echter pas in het Perm dominant.